# Alan J. Heeger
Alan Jay Heeger (Sioux City, EUA, 22 de gener de 1936) és un físic i químic estatunidenc guardonat amb el Premi Nobel de Química l'any 2000.

## Biografia
Va néixer el 22 de gener de 1936 a la ciutat de Sioux City, població situada a l'estat nord-americà d'Iowa. Va estudiar física i química a la Universitat de Nebraska, on es va llicenciar el 1957, i el 1961 realitzà el doctorat en Ciències Físiques a la Universitat de Berkeley. Des de 1962 és professor de la Universitat de Pennsilvània així com director del Laboratori d'Investigació sobre l'Estructura de la Matèria. L'any 1982 fou nomenat professor de física a la Universitat de Santa Bàrbara a Califòrnia així com director de l'Institut de Polímers i Sòlids Orgànics de la mateixa universitat.
El 1990 va fundar, al costat del seu col·lega Paul Smith, la Corporació UNIAX, de la qual és president i director d'investigació.

## Recerca científica
Durant la seva carrera ha publicat nombrosos articles científics sobre materials, especialment sobre polímers orgànics, realitzant investigacions sobre la capacitat conductora dels polímers orgànics i les seves aplicacions tecnològiques.
L'any 2000 fou guardonat amb el Premi Nobel de Química, juntament amb el neozelandès Alan MacDiarmid i el japonès Hideki Shirakawa, pel descobriment i desenvolupament dels polímers conductors.